# San Miguel (provincie)
San Miguel is een provincie in de regio Cajamarca in Peru. De provincie heeft een oppervlakte van 2.542 km² en telt 55.745 inwoners (2015). De hoofdplaats van de provincie is het district San Miguel.

## Bestuurlijke indeling
De provincie San Miguel is verdeeld in dertien districten, UBIGEO tussen haakjes:
- (061102) Bolívar
- (061103) Calquis
- (061104) Catilluc
- (061105) El Prado
- (061106) La Florida
- (061107) Llapa
- (061108) Nanchoc
- (061109) Niepos
- (061110) San Gregorio
- (061101) San Miguel, hoofdplaats van de provincie
- (061111) San Silvestre de Cochán
- (061112) Tongod
- (061113) Unión Agua Blanca

Cajabamba · Cajamarca · Celendín · Chota · Contumazá · Cutervo · Hualgayoc · Jaén · San Ignacio · San Marcos · San Miguel · San Pablo · Santa Cruz